# Lumiere Technology
Lumiere Technology est une société française fondée en 1989 par Pascal Cotte, active dans la photographie multi-spectrale. Présidée par Jean Penicaut à partir de 2005, Pascal Cotte reprend la direction en 2018. La société a notamment créé un appareil photographique permettant de prendre une photo de 240 millions de pixels qui a la particularité de décomposer le spectre lumineux non pas en 3 couleurs (RVB) mais en 13 couleurs (dont l'infrarouge). La société est particulièrement active avec les musées et les laboratoires d'histoire de l'art, car cette technique non destructive d'analyse des peintures a permis des découvertes exceptionnelles, mais aussi une révolution dans la manière de procéder pour certains historiens de l'art.
Une photo de La Joconde prise avec cet appareil permit de découvrir des facettes ignorées ou non-prouvées de La Joconde. selon Pascal Cotte, sa caméra a permis « de décomposer le spectre de la lumière à plusieurs niveaux de profondeur de la couche picturale, en treize mesures, des UV aux infrarouges ». L'analyse d'un dessin d'auteur inconnu par cet appareil a aussi permis de démontrer que celui-ci était une œuvre jusqu'alors inconnue de Vinci.
Cependant, après la parution d'un article du New Yorker, la crédibilité de l'entreprise a été remise en question du fait de sa collaboration avec le faussaire Paul Biro. Toutefois Pascal Cotte rétablit sa crédibilité avec des partenariats et un accord culturel avec les grandes institutions académiques telles la Sorbonne, le CNRS et l'Université de Bologne  Laboratorio Diagnostico per i Bene Culturali en travaillant sur des grands projets institutionnels.

## Découvertes sur la Joconde
Grâce à cette invention, Pascal Cotte découvre dans l'infrarouge la présence de sourcils à La Joconde, mettant ainsi fin à la polémique sur leur absence. C'est en observant les sourcils de La Dame à l'hermine que Pascal Cotte s'est rendu compte que Léonard de Vinci peignait bien les sourcils des modèles sur ses peintures, et c'est alors qu'il a eu l'idée de chercher les sourcils de La Joconde, qu'il finit par découvrir, non pas dans le spectre visible, mais dans les infrarouges. Il découvre également la présence de dentelles au blanc de plomb au niveau du décolleté de Mona Lisa.
La physicienne du CNRS Mady Elias parvient, quant à elle, à expliquer la technique du sfumato de Léonard de Vinci grâce à l'analyse des pigments permise par la dimension multi-spectrale de l'appareil.

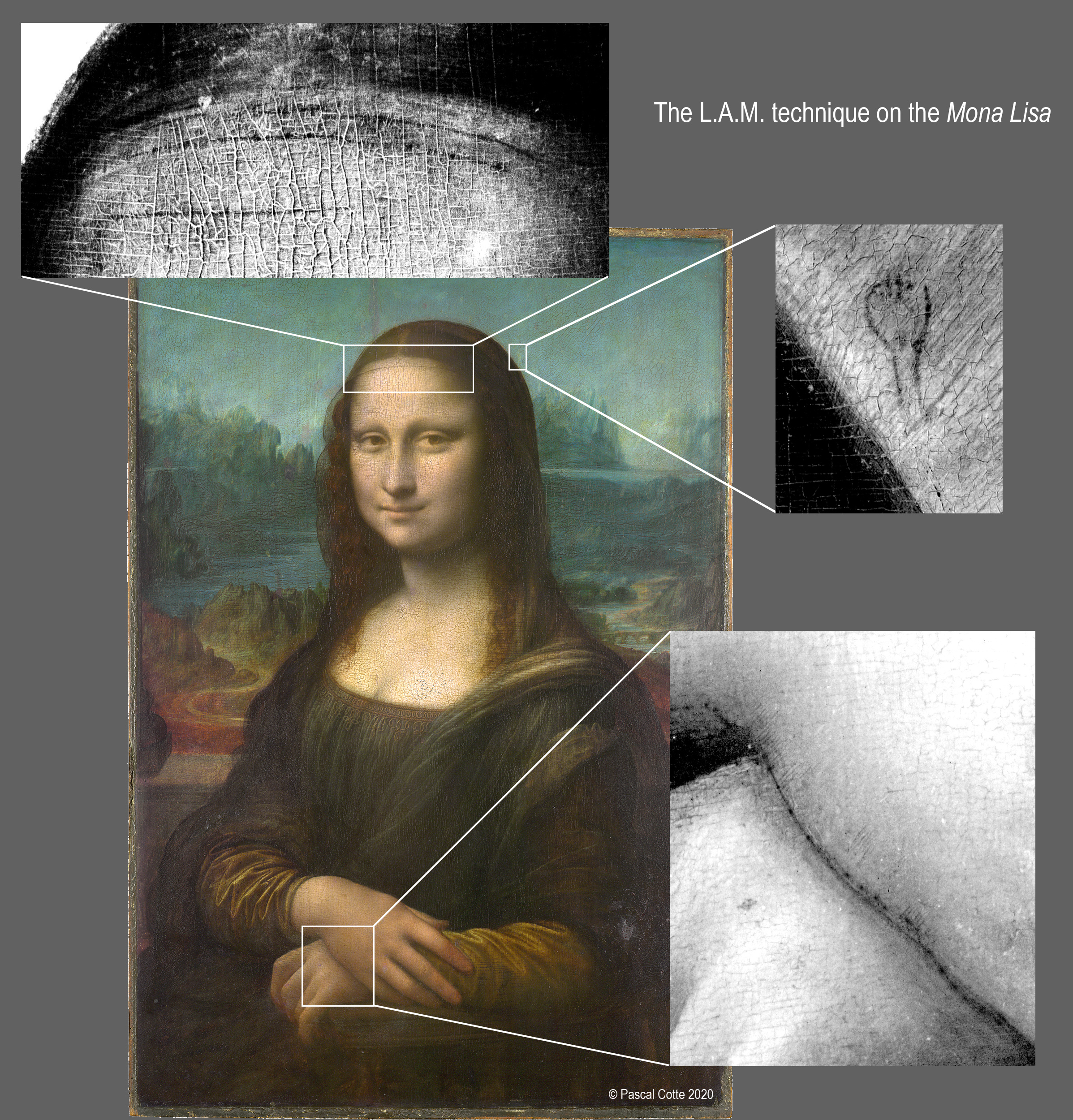

En août 2018, Pascal Cotte et Lionel Simonot du CNRS, publient un article qui change profondément l'histoire de la Joconde et de sa création avec la découverte des dessins préparatoires.
C'est aussi grâce à sa caméra qu'il a été possible de reconstituer les couleurs initiales de La Joconde, ternies par le temps.